# Harriet Randall Lumis
Harriet Randall Lumis, née Harriet Eunice Randall le 29 mai 1870 à Salem dans l'état du Connecticut et décédée le 6 avril 1953 à Springfield dans l'état du Massachusetts aux États-Unis, est une peintre paysagiste impressionniste américaine, connu pour ces tableaux de paysages peint dans les états du Massachusetts, du Rhode Island et du Connecticut.

## Biographie
Harriet Randall naît à Salem dans l'état du Connecticut en 1870. En 1892, elle épouse l'ingénieur en architecture Fred Williams Lumis à Springfield dans l'état du Massachusetts. Elle commence sa formation artistique dans cette ville en 1893 auprès des peintres James Hall, Roswell Morse Shurtleff et Willis Seaver Adams. Dans les années 1910, elle fréquente les cours d'étés de la colonie artistique de Cos Cob (en) donné par le peintre Leonard Ochtman et étudie au début des années 1920 à Gloucester auprès du peintre Hugh Henry Breckenridge. Elle expose pour la première fois à la Connecticut Academy of the Fine Arts en 1913, participe à la fondation de la Springfield Art League en 1919 et devient membre de la National Association of Women Painters and Sculptors en 1921. Au cours de sa carrière, elle réalise principalement des paysages des régions du Massachusetts, du Rhode Island et du Connecticut. Veuve en 1937, elle se consacre alors à l'enseignement. Elle décède à Springfield en 1953. 
Ces œuvres sont notamment visibles ou conservées au Butler Institute of American Art de Youngstown et dans les différents musées (en) de la ville de Springfield.